# نماد گمشده
نماد گمشده(به انگلیسی: the lost symbol) که پیش از این با عنوان کلید سلیمان شناخته می‌شد، رمانی است اثر نویسنده آمریکایی دن براون. این کتاب قسمت سوم از مجموعه سه‌گانه‌ای می‌باشد که در پی فرشتگان و شیاطین و رمز داوینچی توسط این نویسنده نگاشته شده‌است.
این کتاب سریع‌ترین فروش را میان کتب بزرگسالان در تاریخ داشت. شخصیت محوری داستان نماد گمشده رابرت لنگدان نمادشناس دانشگاه هاروارد است که پیش از این در کتابهای فرشتگان و شیاطین و رمز داوینچی نیز حضور داشته‌است.

## خلاصه داستان
کل داستان در یک بازه زمانی دوازده ساعته در واشینگتن دی سی اتفاق می‌افتد و محوریت داستان حول موضوع فراماسونری قرار دارد. رابرت لانگدون ظاهراً به دعوت یکی از دوستان فراماسون خود به نام پیتر سولومون به قصد انجام یک سخنرانی در ساختمان کنگره ایالات متحده (که به آن ساختمان کاپیتول نیز گفته می‌شود) وارد واشینگتن دی سی می‌شود. سولومون همچنین از وی درخواست کرده‌است که بسته کوچکی را که سال‌ها پیش به او امانت داده بود، با خود به همراه بیاورد. پس از ورود به ساختمان کنگره رابرت لانگدون با دست راست قطع شده پیتر سولومون مواجه می‌شود که در وسط سالن به سمت مشخصی اشاره می‌کند. دست سالامون با خالکوبی‌های ویژه‌ای تزئین شده‌است که نمادی موسوم به دست رازها را تشکیل می‌دهد. با توجه به شواهد رابرت لانگدون در می‌یابد که پیتر سولومون ربوده شده و رباینده بدینوسیله از وی می‌خواهد که برای او، هرم مخفی فراماسونها را که گفته می‌شود در جایی در شهر واشینگتن دی سی پنهان شده‌است و همچنین کلمه گمشده که گفته می‌شود کلید دستیابی به قدرت و دانش مخفی گذشتگان است پیدا کند.
در ادامه داستان مسئول حفاظت از ساختمان کاپیتول و رئیس دفتر امنیت سازمان سیا، اینو ساتو وارد داستان می‌شوند. با تعقیب مسیر اشاره شده توسط دست پیتر سولومون این سه نفر به محراب میسونی پیتر سولومون واقع در اتاقی کوچک در زیر زمین ساختمان کاپیتول هدایت می‌شوند. فراماسونها معمولاً چنین محرابی را به جهت یادآوری فلسفه زندگی در خانه خود می‌سازند. یک جمجمه انسان و برخی اشیاء نمادین دیگر تزئین کننده محراب بودند؛ ولی بزودی اعضای گروه متوجه شدند لرزش یکی از دیواره‌های اتاق در نور شمع شدند. وقتی که دیواره‌ای که در حقیقت یک پرده بود کنار رفت هرمی ناقص پدیدار شد که بر روی آن کلمه‌ای حک شده بود که رابرت لانگدون را به سوی گام بعدی در نجات دوست ربوده شده‌اش هدایت کرد.
همزمان ساتو که از مأمورین حراست ساختمان کاپیتول خواسته بود تصویر اشعه ایکس گرفته شده از رابرت لانگدون را در هنگام ورود به ساختمان کاپیتول بازنگری کنند متوجه وجود یک هرم کوچک در کیف همراه رابرت لنگدان می‌شود.. او از رابرت لانگدون در رابطه با هرم سئوال می‌کند و رابرت لانگدون که از محتویات بسته امانی پیتر سولومون بی اطلاع بود متوجه منظور ساتو نمی‌شود. ساتو تصمیم می‌گیرد که رابرت لانگدون و هرم‌ها را برای تحقیقات بیشتر و بازجویی به مقر سازمان سیا انتقال دهد. در همین زمان وارن بلامی، سرمعمار ساختمان کاپیتول و یکی از دوستان فراماسون پیتر سولومون وارد اتاق زیرزمینی می‌شود و با مضروب کردن ساتو و رئیس حراست ساختمان، رابرت لانگدون را آزاد کرده و به همراه خود به طبقه همکف ساختمان کاپیتول می‌برد.